# Leisurely Pedestrians, Open Topped Buses and Hansom Cabs with Trotting Horses
Leisurely Pedestrians, Open Topped Buses and Hansom Cabs with Trotting Horses (Em tradução livre, "Pedestres sem pressa, parada de ônibus aberta e "Hansom Cabs" [tipo de carruagem] com cavalos trotando") é um alegado filme mudo britânico de curta-metragem em preto e branco, que teria sido realizado em 1889 pelo inventor e pioneiro do cinema William Friese-Greene. Ele haveria utilizado um filme de celulose usando sua câmera cronofotográfica. O título é uma descrição de seu conteúdo. 

## Situação atual
Os 20 pés de filme produzidos em janeiro de 1889 em Apsley Gate, no Hyde Park, Londres, foram reivindicados como sendo o primeiro filme da história, até a descoberta das filmagens mais antigas de Louis Le Prince. Ele nunca foi exibido ao público e hoje é considerado perdido, sem cópias conhecidas.

## Ligações Externas
- Leisurely Pedestrians, Open Topped Buses and Hansom Cabs with Trotting Horses. no IMDb.